# Floor of the Valley Road

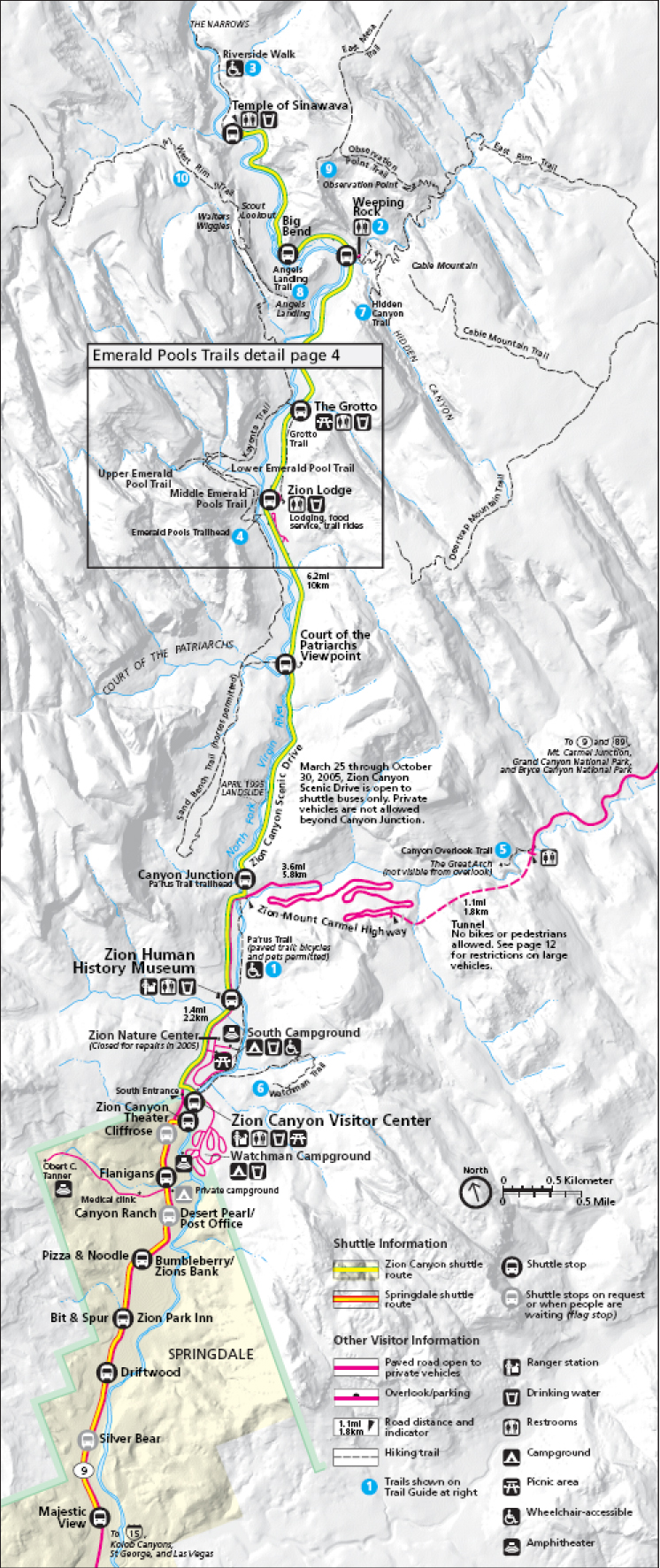
Carte de la route dans le canyon de Zion.

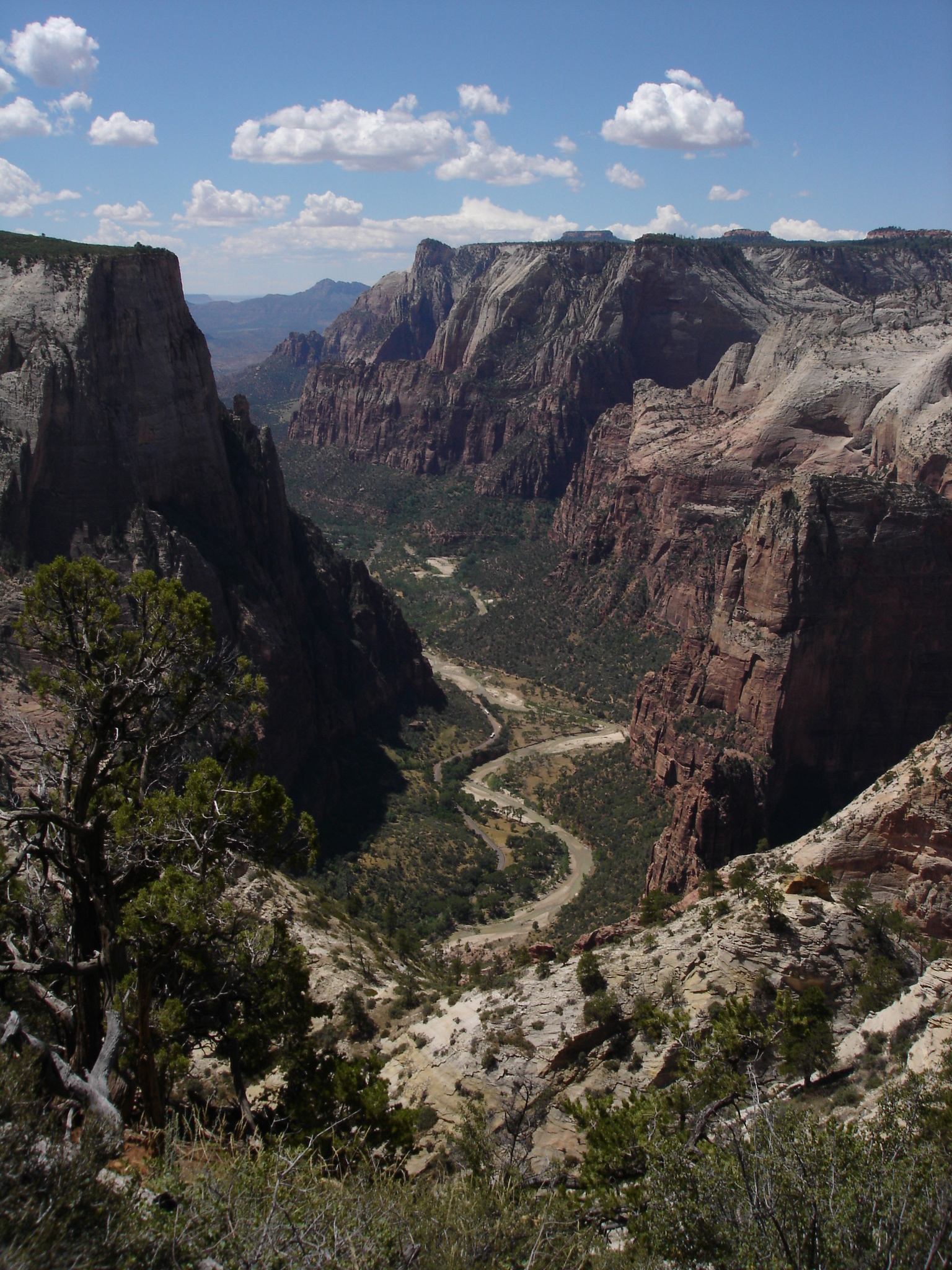
Vue de la route dans le canyon de Zion.

La Floor of the Valley Road ou Zion Canyon Scenic Drive est une route panoramique située à l'intérieur du parc national de Zion au sud-ouest de l'Utah. La route longe le cours de la North Fork of the Virgin River à l'intérieur du canyon de Zion. La route, en cul-de-sac, débute au niveau de l'entrée sud du parc et se termine au niveau du lieu-dit Temple of Sinawava.

## Histoire
La route a été construite avec des matériaux locaux comme le grès rouge. Alors qu'une route aujourd'hui disparue existait déjà durant les années 1920, la route actuelle a été construite en 1931 et 1932. Des travaux réalisés par le Civilian Conservation Corps se sont poursuivis entre 1933 et 1942.
Elle est faite dans le style architectural rustique (habituel dans les parcs nationaux durant les années 1930) du National Park Service (National Park Service rustic). La section comprise entre l'entrée sud et le début du canyon de Zion a été plusieurs fois reconstruite et a perdu une partie des caractéristiques originelles. 
La route est classée depuis le 16 février 1996 dans le Registre national des lieux historiques. Le pont Cable Creek Bridge appartenant à cette route est lui aussi classé depuis 1996. La surface de la route est également rougeâtre pour rester dans le style du lieu.
Durant les années 1990, à la suite de l'afflux de plus en plus important de touristes, la route était régulièrement victime de problèmes de circulation. Un système de navettes gratuites (l'accès au parc est toutefois payant) fonctionnant au propane fut mis en œuvre en 2000. Depuis, du mois d'avril au mois d'octobre, la route est interdite aux véhicules privés et seules les navettes gratuites y ont accès. 